# Mike Hines
Michael David „Mike“ Hines (* 21. März 1945) ist ein südafrikanischer Snookerspieler, der auch im English Billiards antritt. Der zusammengenommen mindestens dreifache südafrikanische Vize-Meister war von 1983 bis 1992 für neun Saisons Profispieler und erreichte in dieser Zeit das Halbfinale der South African Professional Championship 1989, die Runde der letzten 64 der Snookerweltmeisterschaft 1984 und Rang 83 der Snookerweltrangliste.

## Karriere
1968 gewann Hines den südafrikanischen Pokal. 1972 und 1974 erreichte Hines das Endspiel um die südafrikanische Snooker-Meisterschaft, er verlor aber beide Endspiele, zum einen gegen Jimmy van Rensberg, zum anderen gegen Silvino Francisco. Neun Jahre später, zur Saison 1983/84, wurde Hines Profispieler. Während seiner Profikarriere nahm Hines nur an neun Turnieren, vornehmlich an der Snookerweltmeisterschaft. Mehrheitlich verlor er sein Auftaktspiel oder konnte dies nicht aus eigener Kraft gewinnen, bei wenigen Turnieren mit gewonnenen Auftaktspielen schied aber ebenfalls früh aus. Seine besten Ergebnisse sind eine Viertelfinalteilnahme bei der South African Professional Championship 1989 und Teilnahmen an der Runde der letzten 64 der Snookerweltmeisterschaft 1984 und bei einem WPBSA-Non-Ranking-Event 1988. Bereits 1989 zog er sich vom Profisnooker zurück. Von 1984 bis 1989 war er auf der Snookerweltrangliste geführt; anfänglich auf Rang 83 platziert, rutschte er mit der Zeit auf Platz 126 ab. Nach neun Saisons beendete Hines 1992 offiziell seine Profikarriere.
Ab 2001 nahm Hines an unterschiedlichsten Amateurturnieren, primär natürlich an der südafrikanischen Meisterschaft im Snooker, wo er mehrfach noch die finalen Runden erreichen konnte, aber nie das Finale. Immerhin erreichte er das Finale der English-Billiards-Meisterschaft im Jahr 2018, verlor aber gegen François Ellis. International nahm Hines mehrfach an der Snookerafrikameisterschaft und an der Senioren-Weltmeisterschaft sowie am IBSF World Grand Prix 2006 teil. Er ist Leiter der Snooker-Sektion des in Johannesburg ansässigen The Wanderers Club.

## Erfolge
| Ausgang         | Jahr | Turnier                                         | Finalgegner        | Ergebnis  |
| --------------- | ---- | ----------------------------------------------- | ------------------ | --------- |
| Amateurturniere |      |                                                 |                    |           |
| Sieger          | 1968 | Südafrikanischer Pokal                          | unbekannt          | unbekannt |
| Zweiter         | 1972 | Südafrikanische Snooker-Meisterschaft           | Jimmy van Rensberg | 5:7       |
| Zweiter         | 1974 | Südafrikanische Snooker-Meisterschaft           | Silvino Francisco  | 0:7       |
| Zweiter         | 2018 | Südafrikanische English-Billiards-Meisterschaft | François Ellis     | unbekannt |